# Camí de la Collada del Trumfo

El Camí de la Collada del Trumfo, respecte del terme d'Abella de la Conca

El Camí de la Collada del Trumfo és un antic camí de bast que unia La Torre d'Eroles amb Carreu a través del Portell o Collada de Gassó. Discorre íntegrament pel terme municipal d'Abella de la Conca, a la comarca del Pallars Jussà.
Arrenca cap a llevant de prop i al sud de la intersecció de la Pista del Portell amb la Pista del Petrol, dins de la partida de les Collades i de la Collada de Gassó; després travessa de ponent a llevant la partida de la Bernada i, sempre cap a llevant, girant lleugerament cap al sud, passa per la Collada del Trumfo, i continua cap a la vall del barranc de la Vall, fins que troba el camí de les Bordes.

## Etimologia
Es tracta d'un topònim romànic modern, de caràcter descriptiu: el camí s'adreça a la Collada del Trumfo.